# کالانکوئه درختی
کالانکوئه درختی (نام علمی: Kalanchoe arborescens) نام یک گونه از سرده کالانکوئه است.